# محوطه سفید خانی وسطی
محوطه سفید خانی وسطی مربوط به آغاز نگارش است و در شهرستان چرداول، روستای سفید خانی وسطی واقع شده و این اثر در تاریخ ۱۴ مرداد ۱۳۸۲ با شمارهٔ ثبت ۹۴۹۸ به‌عنوان یکی از آثار ملی ایران به ثبت رسیده است.